# مارك كوت
مارك كوت (بالهولندية: Marc Koot)‏ هو لاعب كرة قدم هولندي في مركز الهجوم، ولد في 23 نوفمبر 1990 في Uden ‏ في هولندا. لعب مع توب أوس وهيلموند سبورت.

## وصلات خارجية
- مارك كوت على موقع قاعدة بيانات كرة القدم.إي يو (الإنجليزية)
- مارك كوت على موقع Soccerway.com (الإنجليزية)